# Интерьер Мулен-де-ла-Галетт
«Интерьер Мулен-де-ла-Галетт» (исп. Interior del Moulin de la Galette) — картина испанского художника Рамона Касаса, написана в 1890—1891 годах и представляет собой живопись маслом на холсте размером 78,5×69 см. В настоящее время хранится в Национальном музее искусства Каталонии в Барселоне.
Полотно входит в серию интерьеров популярного кабаре Мулен-де-ла-Галетт на Монмартре, написанную Касасом во время пребывания в Париже между началом зимы 1890 года и началом лета 1891 года. Впервые картина была представлена публике в ноябре 1891 года на выставке в Зале Пареса в Барселоне. «Интерьер Мулен-де-ла-Галетт», как и картина «Пленэр», единственные произведения Касаса этого периода в собрании Национального музея. В Национальный музей искусства Каталонии в 2011 году полотно было передано Министерством культуры Испании, которое конфисковало его у прежнего владельца в счёт уплаты налогов. 
На полотне автор изобразил тот же угол заведения, рядом с оркестром, что и на другой своей картине «Бал в Мулен-де-ла-Галетт», которая ныне хранится в собрании музея Кау Ферра в Сиджесе. Тем не менее, вместо обычной суеты, свойственной известному кабаре, автор изобразил интимную сцену, в которой главным персонажем является девушка, безразличная к влюблённой парочке, сидящей с ней за столиком напротив, и к музыке, которую играет, наверху, одинокий музыкант.